# Inocybe assimilata
Inocybe assimilata (Max Britzelmayr, 1881 ex Pier Andrea Saccardo, 1887), sin. Inocybe umbrina (Giacomo Bresadola, 1884), din încrengătura Basidiomycota, în familia Inocybaceae și de genul Inocybe este o specie rară de ciuperci otrăvitoare, care poate provoca intoxicații letale. Acest burete coabitează, fiind un simbiont micoriza (formează micorize pe rădăcinile arborilor). Un nume popular nu este cunoscut. În România, Basarabia și Bucovina de Nord trăiește în grupuri, dar nu în tufe, pe sol acru și uscat, în păduri de conifere și mixte cu predilecție sub brazi și molizi. Apare de la câmpie la munte, din iunie până în noiembrie.

## Taxonomie

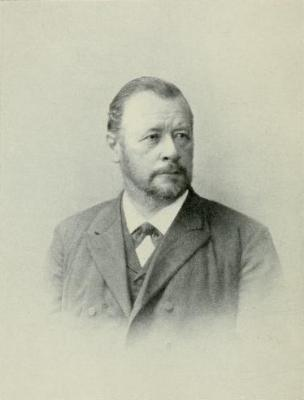
Max Britzelmayr

Denumirea Inocybe umbrina creată de micologul italian Giacomo Bresadola în volumul 1 al operei sale Fungi tridentini din 1884 a fost pentru decenii numele binomial acceptat, până ce, în anii 2000, s-a dovedit că specia este aceeași ca Agaricus assimilatus, determinat de micologul bavarez Max Britzelmayr în volumul 26 al jurnalului științific  Berichte des Naturhistorischen Vereins Augsburg din 1881. În urmare, numele binomial a lui Bresadola a fost înlocuit cu cel a lui Britzelmayr, fiind acela mai vechi. În 1887, acest taxon a fost transferat corect la genul Inocybe de micologul italian Pier Andrea Saccardo sub păstrarea epitetului, de verificat în volumul 5 al marii sale lucrări Sylloge fungorum omnium husque cognitorum, fiind numele curent valabil (2021).
Denumirea Astrosporina umbrina al naturalistul englez Carleton Rea (1861-1946) din 1927, bazând pe descrierea lui Bresadola este acceptată sinonim.
Alți taxoni în legătură cu această specie nu sunt cunoscuți.
Epitetul specific este derivat din cuvântul latin (latină assimilatus=reprodus, făcut asemănător), iar epitetul lui Bresadola din cuvântul latin  (latină umbrinus=brun închis, brun umbra).

## Descriere

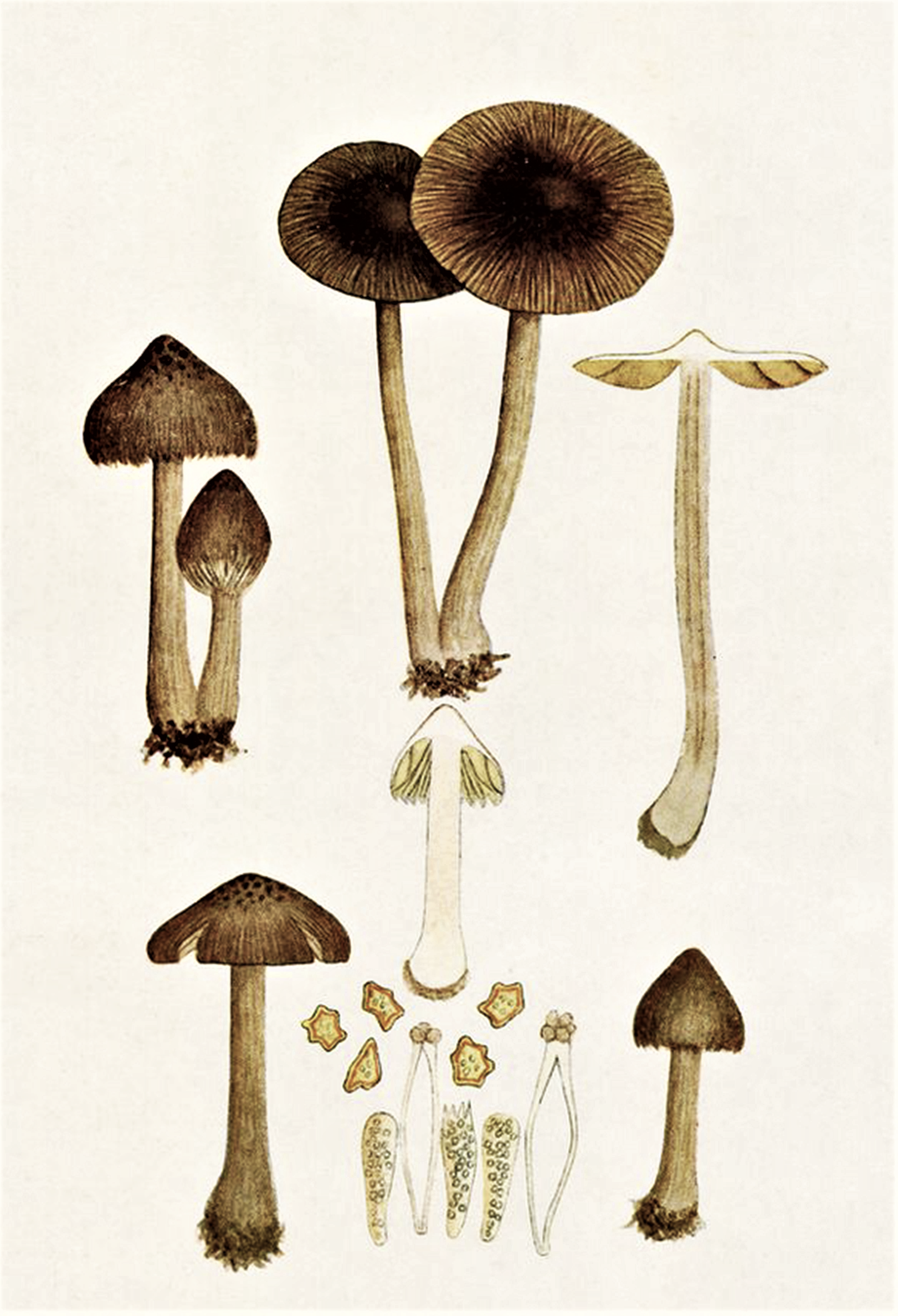
Bres.: Inocybe umbrina

- Pălăria: subțire și fibroasă are un diametru de 2,5-5 (6) cm, este inițial conică, apoi întins convexă până aplatizată, mereu cu o cocoașă rotunjită în centru. Cuticula mată, străbătută de fibre radiale fine până grosolane, este uscată, dar la umezeală unsuroasă. Cu avansarea în vârstă capătă din ce în ce mai multe crăpături și rupturi radiale. Coloritul gri-brun până castaniu este spre mijloc mai închis, chiar brun-negricios, iar spre margine mai deschis.
- Lamelele: sunt numeroase, subțiri, dense, neregulat intercalate, inițial drepte, apoi aderate bombat la picior (numit: șanț de castel). Coloritul mai întâi gri-albicios până crem devine mai târziu brun-albicios, săturat bej până brun-roșcat.
- Piciorul: de 3-8 cm înălțime, 0,4-0,6 (0,8) cm grosime cu un context fibros este cilindric, spre jos uneori puțin îndoit, complet suprafibrat longitudinal și spre pălărie puțin cleios, cu o bază îngroșată abrupt și tubular gol pe dinăuntru. Coloritul este în mijloc maroniu deschis până brun-roșcat, spre vârf și la bulb albicios. Nu prezintă un inel.
- Carnea: este gumoasă și foarte subțire, în pălărie și bulb albicioasă, în picior parțial palid brună. Are un miros amărui, pământos sau asemănător buretelui cerbilor, fiind fără gust specific.[3][4]
- Caracteristici microscopice: are spori destul de mici ocru-gălbui, netezi, cu 4-6 colțuri, asemănător unei stele, cu o mărime de 7-10 x 5-6 microni. Pulberea lor este brună ca tutunul. Basidiile clavate cu 4 sterigme fiecare, dar cu multe intercalate de două, măsoară 25 (26)-30 (32) x 7-8 microni. Cistidele (elemente sterile situate în stratul himenal sau printre celulele din pielița pălăriei și a piciorului, probabil cu rol de excreție) cu o dimensiune de 60-70 x 14-18 microni sunt umflat fusiforme, cu sau fără un gât scurt și pereți destul de groși până la 2 µm, vârfurile fiind de culoare mai închisă, ocru-brună, în formă de ciucuri cu incrustații apicale. Nu prezintă cleme. Pleurocistidele (elemente sterile situate în himenul de pe fețele lamelor) de 48-63 x 9-15 microni care se decolorează cu hidroxid de potasiu palid gălbui sunt moderat numeroase, predominant clavate sau umflat fusiforme, în vârf de obicei cu cristale, acolo mereu largi, rareori și bifurcate, îngustându-se treptat spre bază. Cheilocistidele (elemente sterile situate pe muchia lamelor) înghesuite sunt de aceiași formă cu pleurocistidele, dar preponderent fără cristale și mai scurte, măsurând doar 38-56 x 11-14 microni. Paracistidele (cistide numai puțin diferențiate de pe muchiile lamelor) foarte numeroase sunt clavate, remarcabil de lungi și predominant subțiri. Caulocistidele (cistide situate la suprafața piciorului) umflat fusiforme cu pereți subțiri și fără cristale în vârf măsoară 36-54 x 8,5-11 microni, hifele terminale de 13-63 x 5-9 microni fiind orânduite în formă de lanț.[10][11]
- Reacții chimice: nu sunt cunoscute.[12]

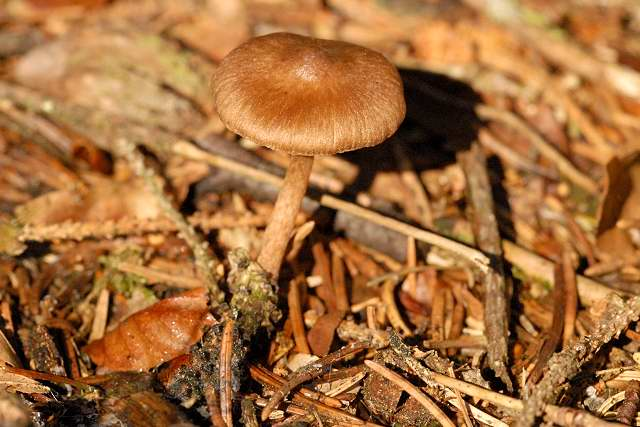
I. assimilata mai tânără
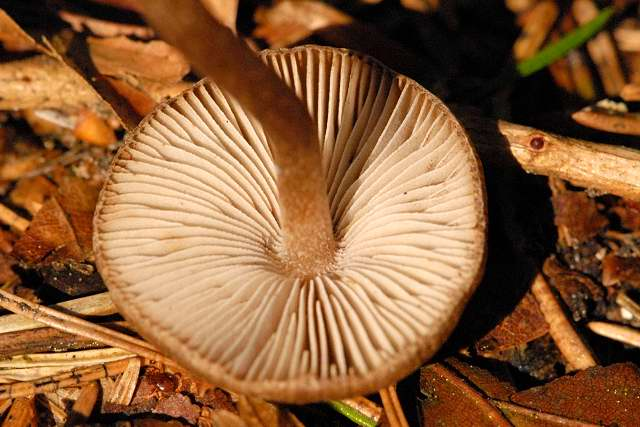
I. assimilata, lamele și picior
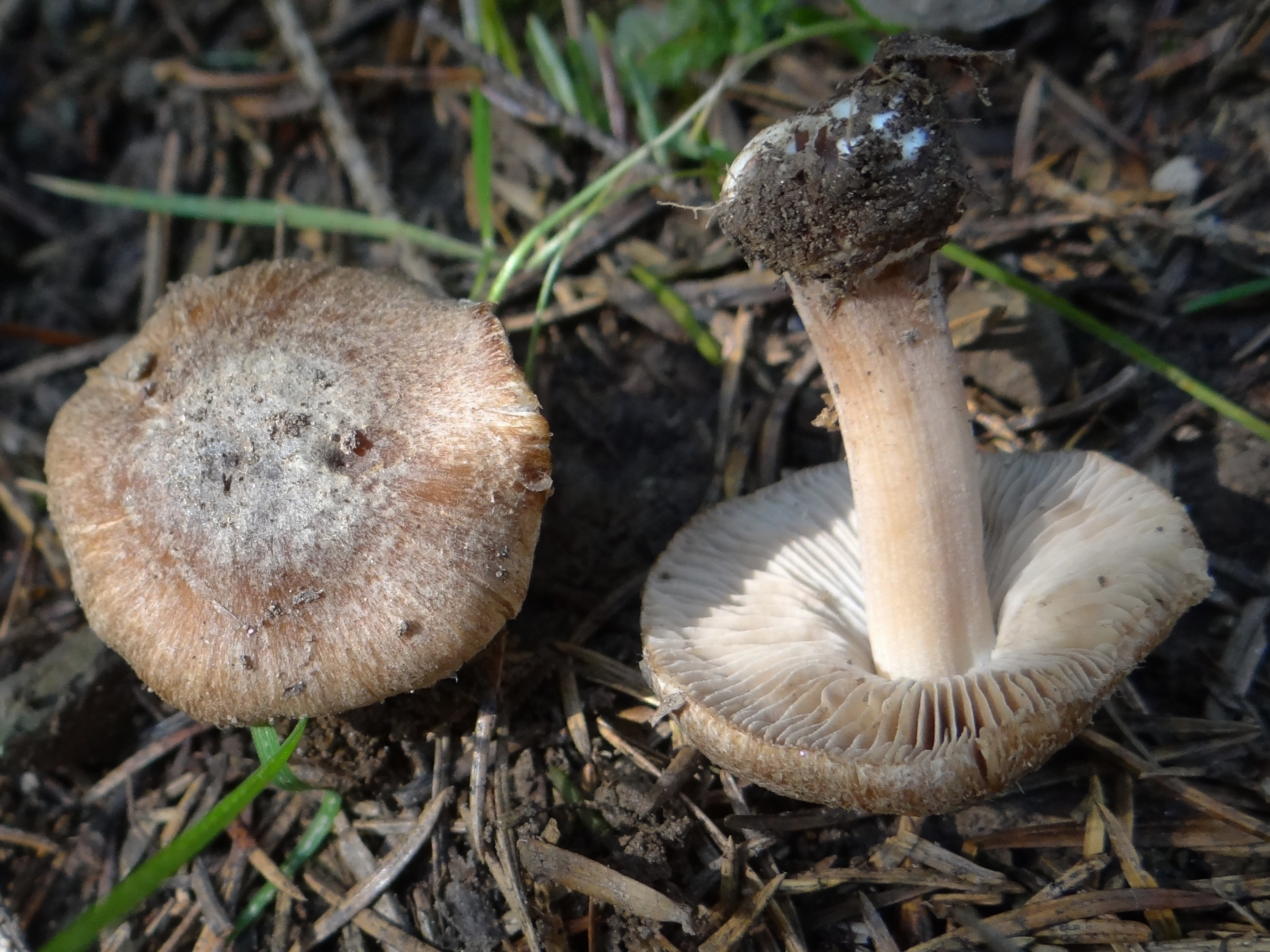
I. assimilata mai deschisă în culoare

## Confuzii
Inocybe assimilata poate fi confundată cu specii aceluiași gen, otrăvitoare până letale ca de exemplu cu: Inocybe aeruginascens, Inocybe asterospora (foarte otrăvitoare, posibil letală), Inocybe bongardii, Inocybe calospora Inocybe cookei, Inocybe erubescens, Inocybe godeyi, Inocybe grammata, Inocybe hirtella, Inocybe langei (letală), Inocybe mixtilis, Inocybe napipes, Inocybe praetervisa, Inocybe rimosa (posibil letală), Inocybe splendens (letală) sau Inocybe squamata.

## Specii asemănătoare în imagini

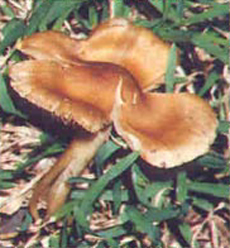
!!!Inocybe aeruginascens!!!
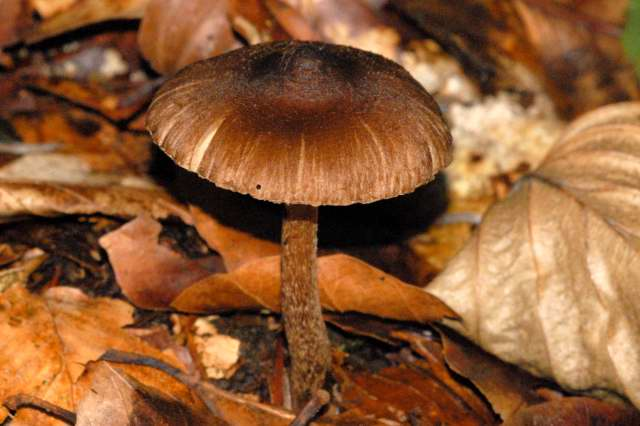
!!!Inocybe asterospora!!!
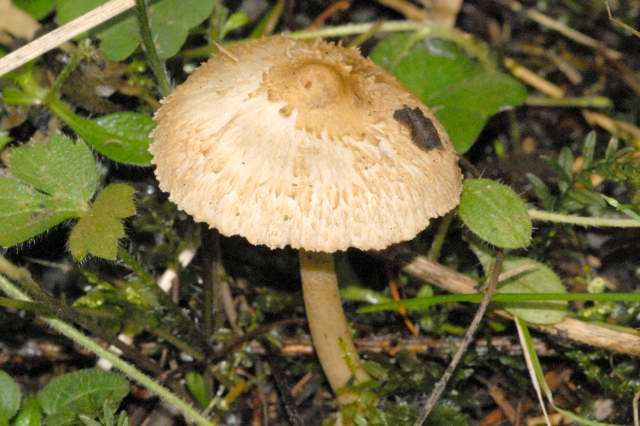
!!Inocybe.bongardii!!
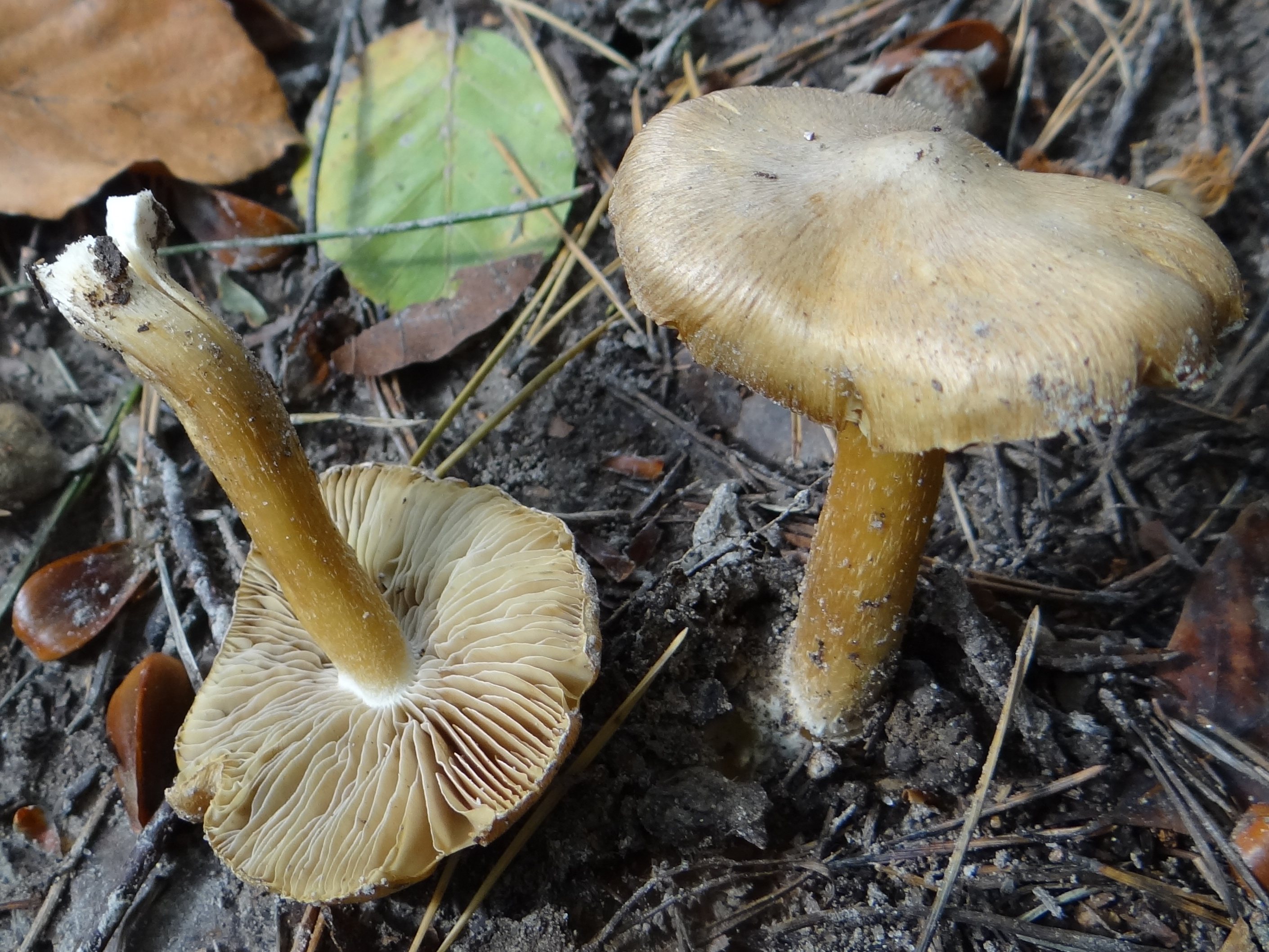
!! Inocybe cookei!!
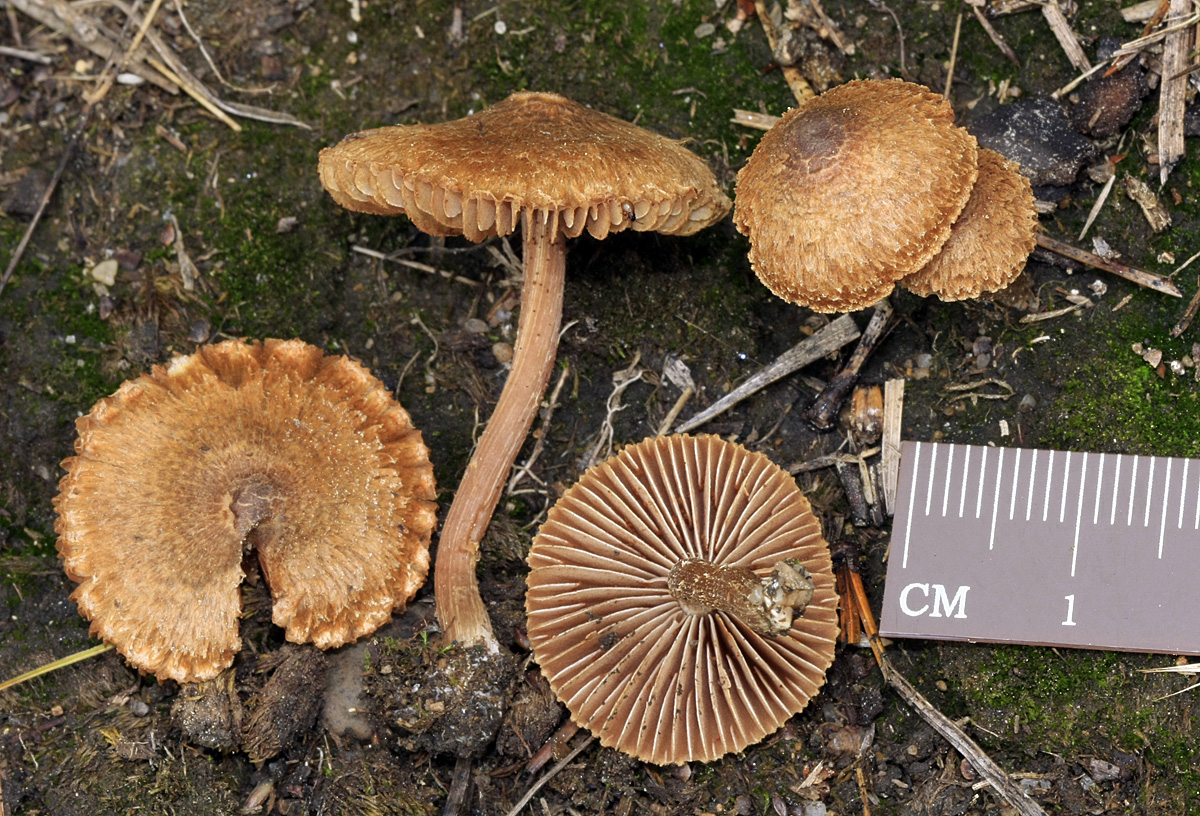
!!Inocybe calospora!!
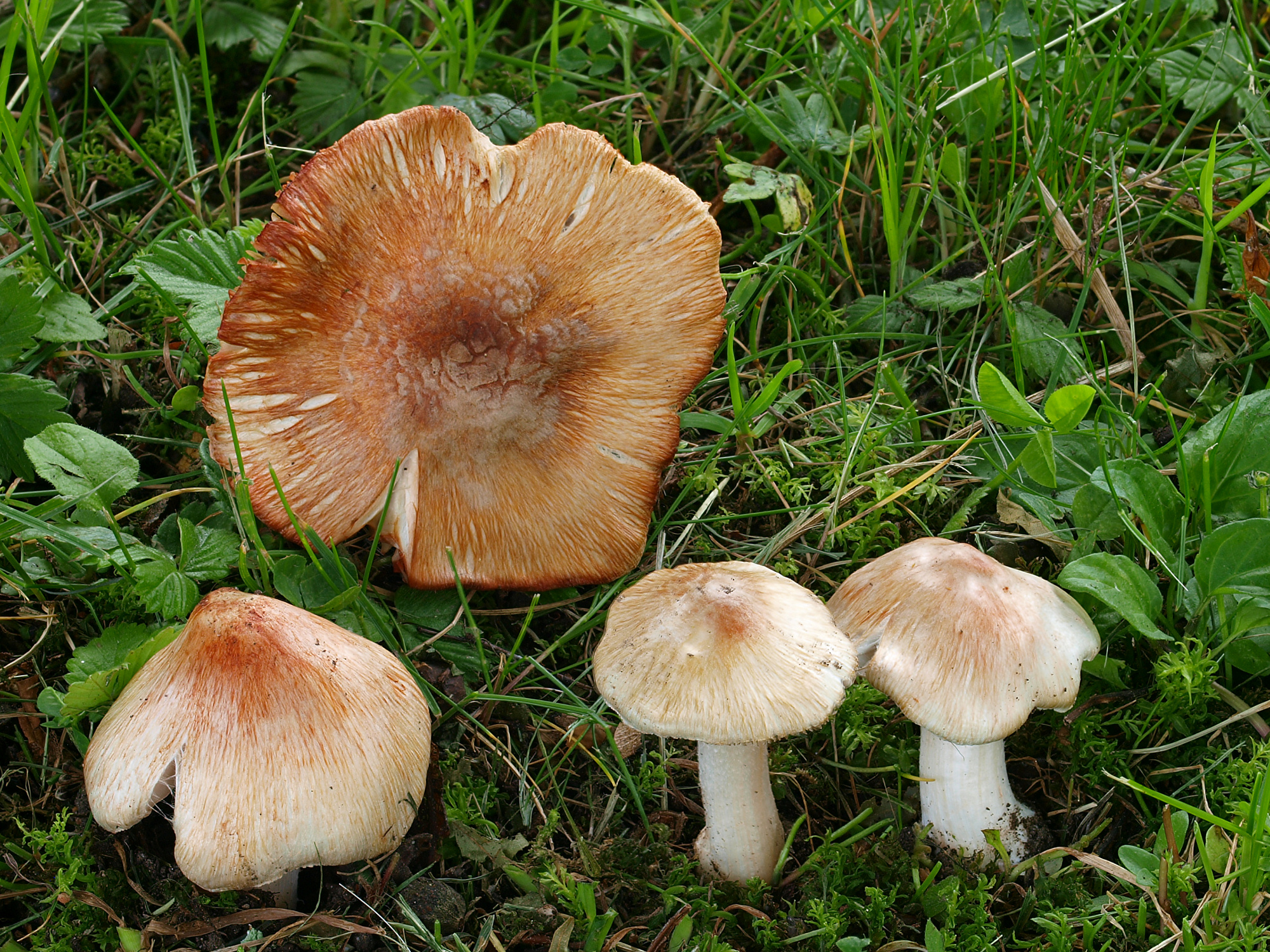
!!!Inocybe erubescens!!!
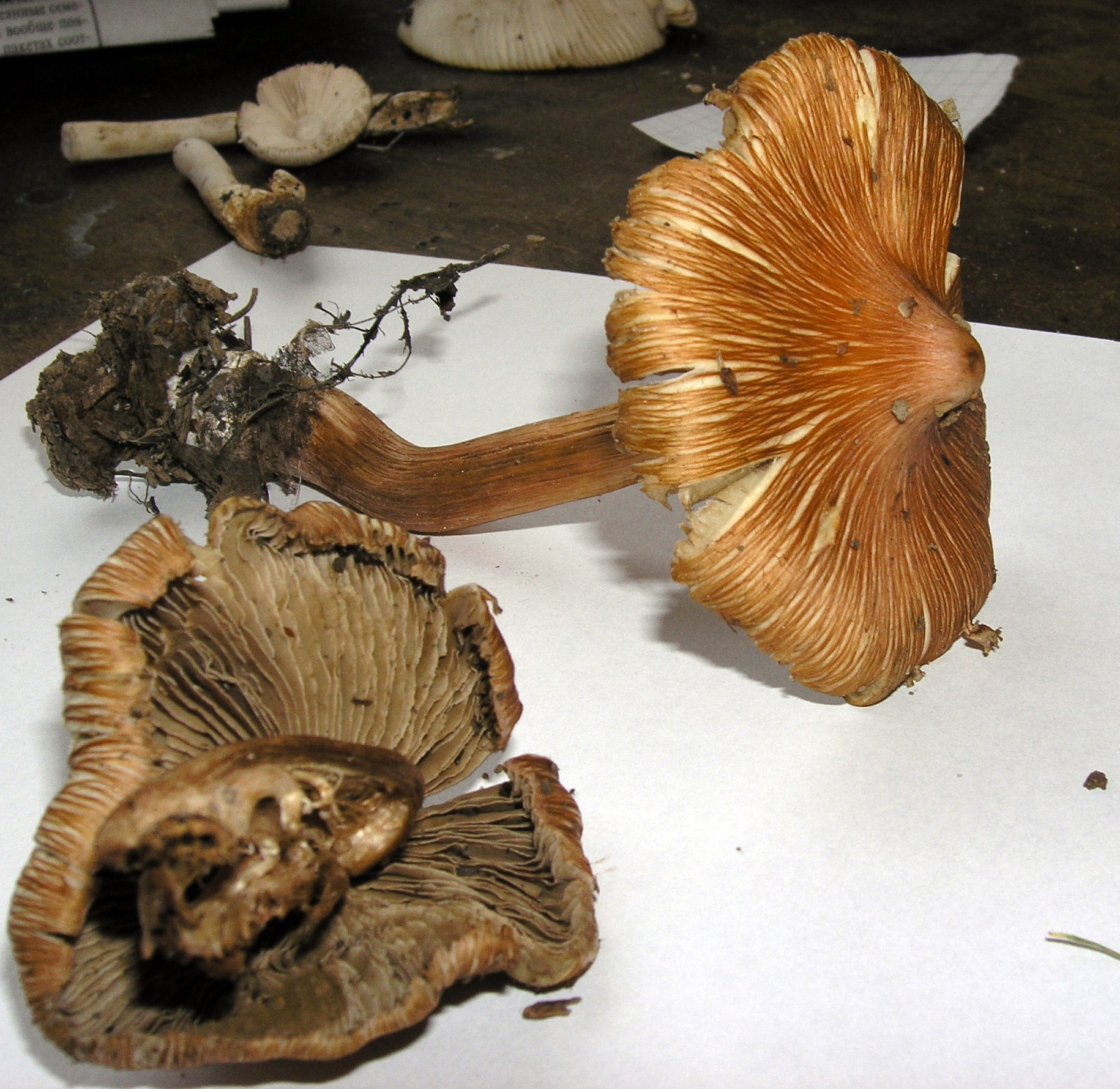
!!Inocybe godeyi!!
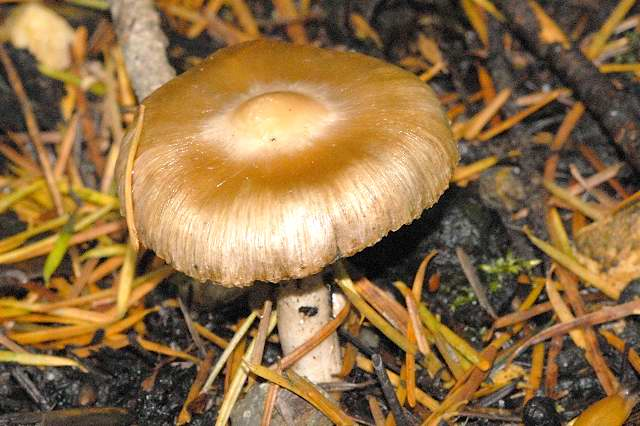
!!Inocybe grammata!!

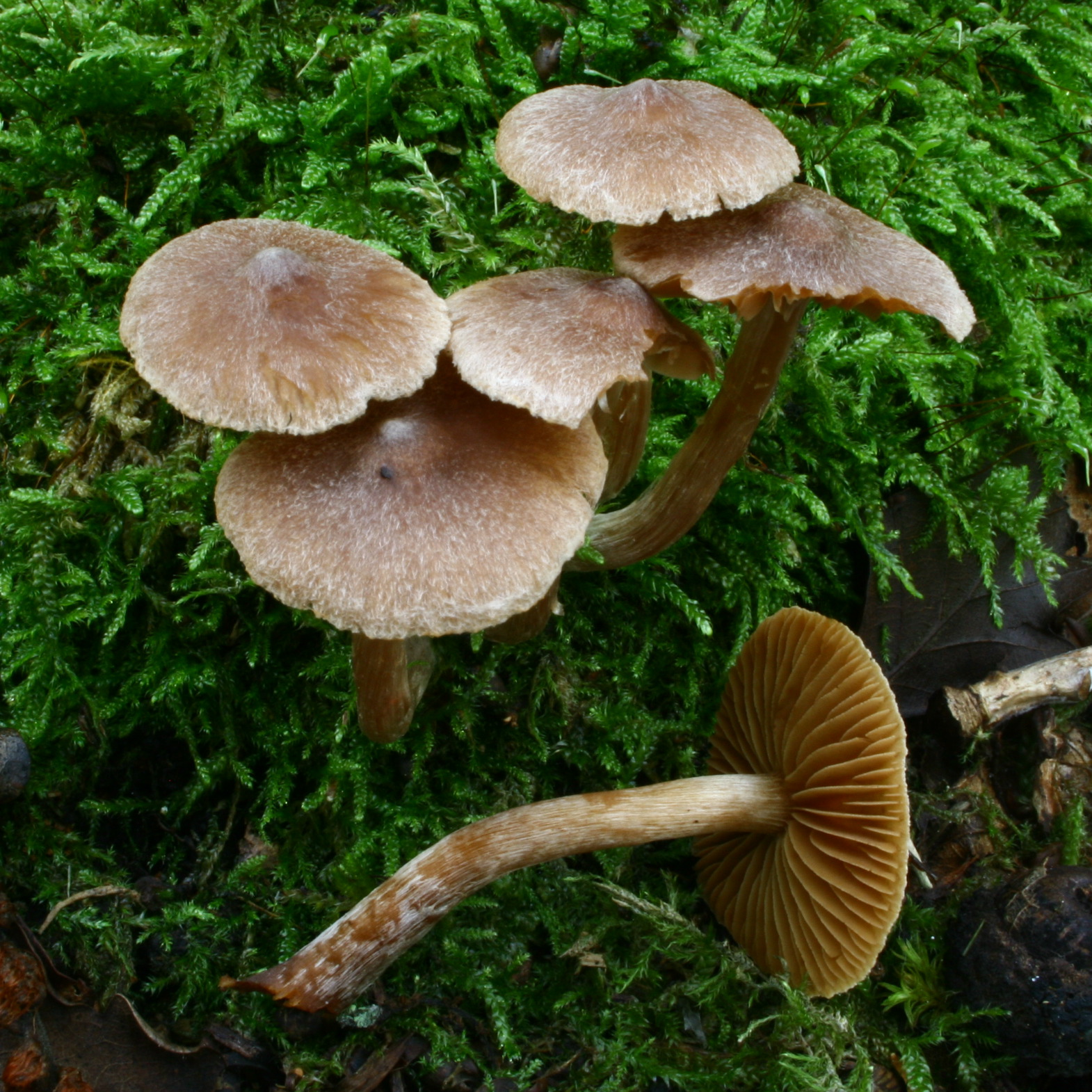
!!!Inocybe langei!!!
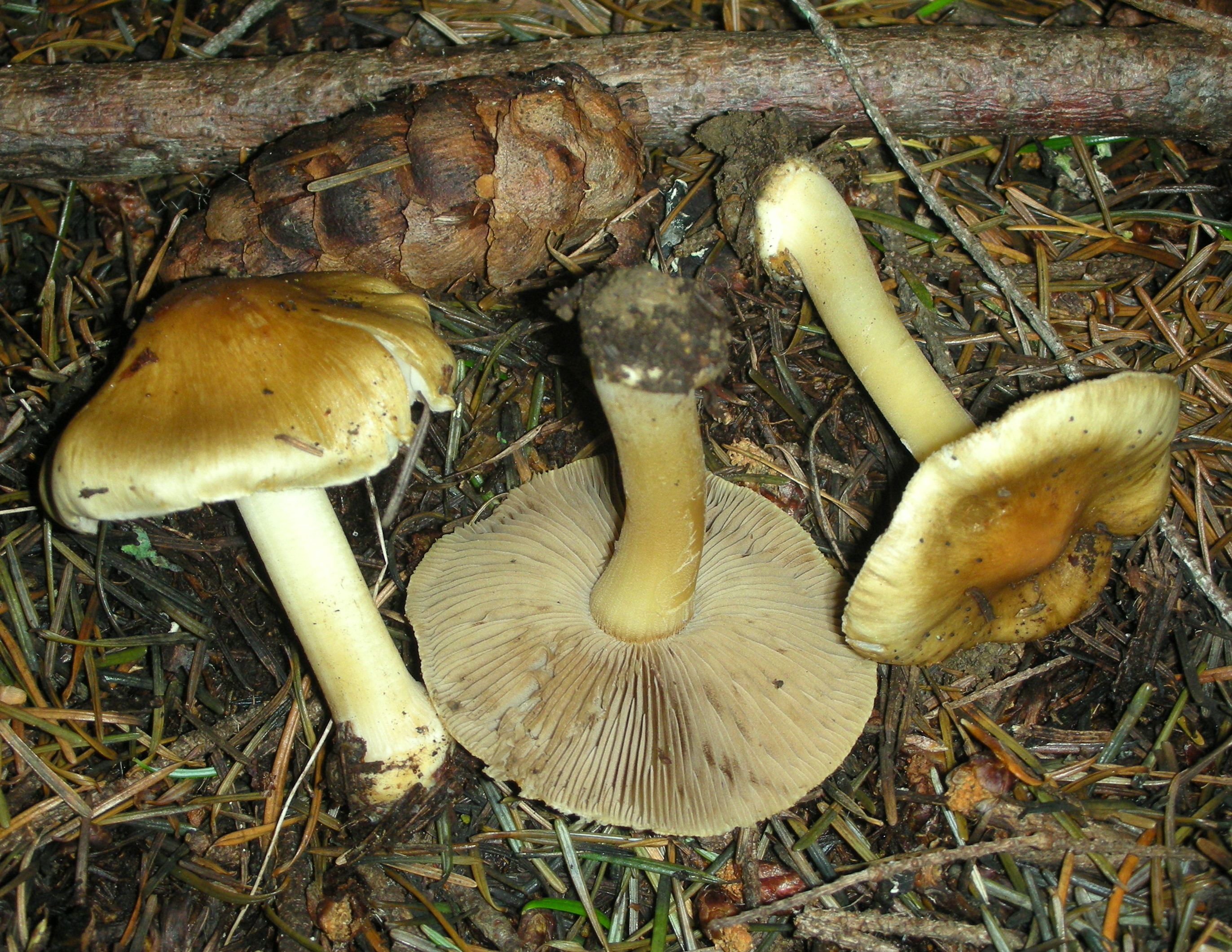
!!Inocybe mixtilis!!
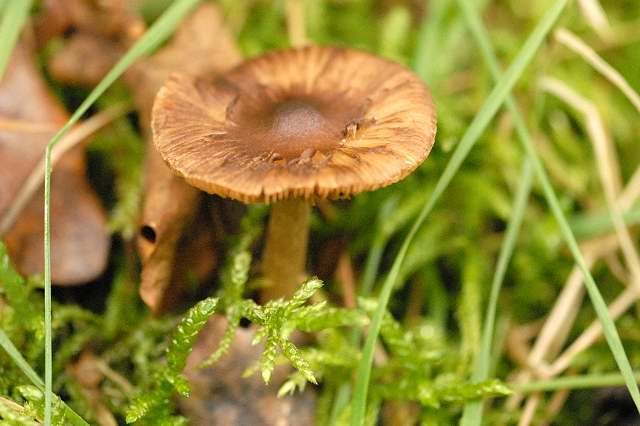
!!! Inocybe napipes!!!
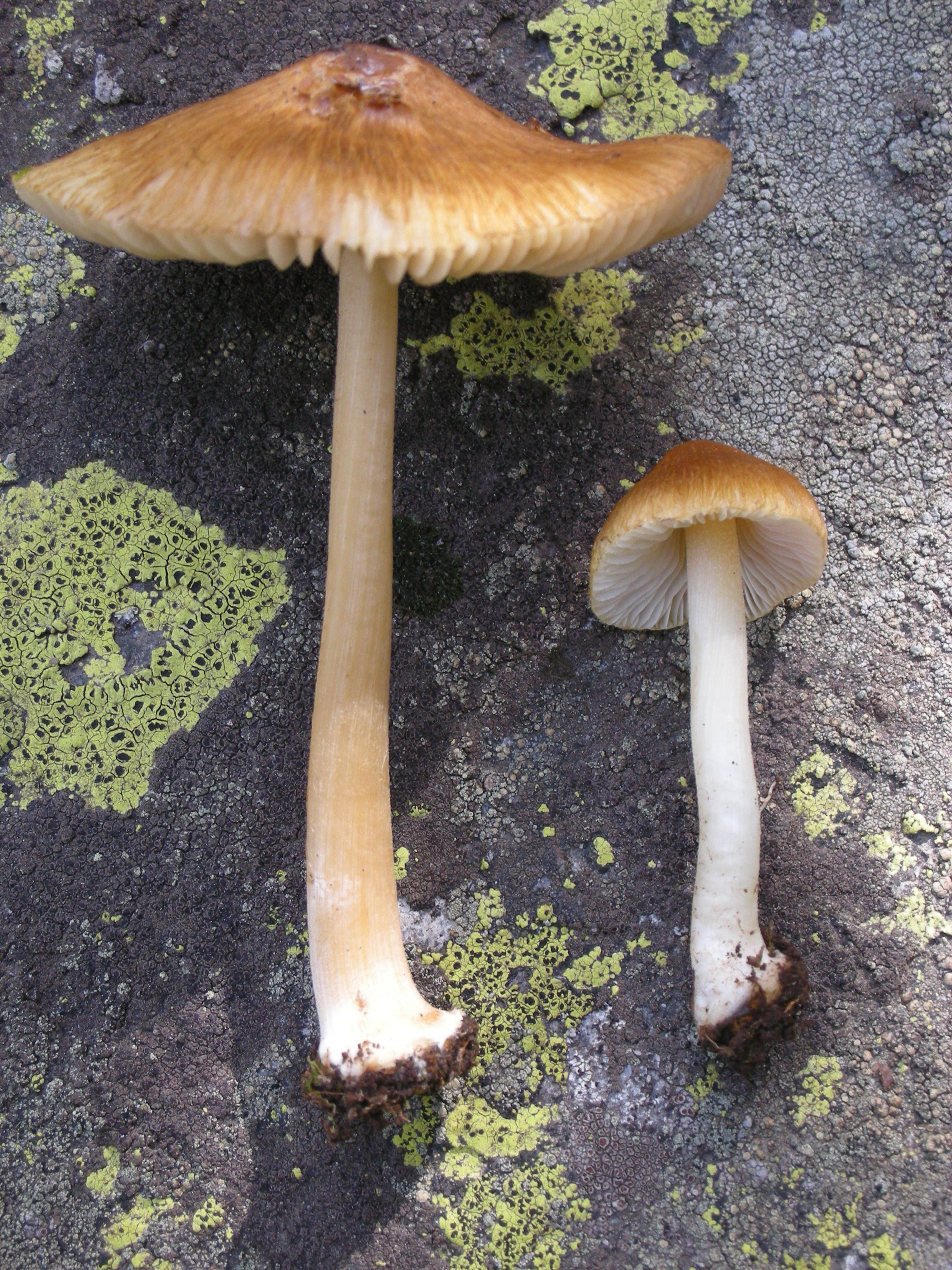
!!Inocybe praetervisa!!
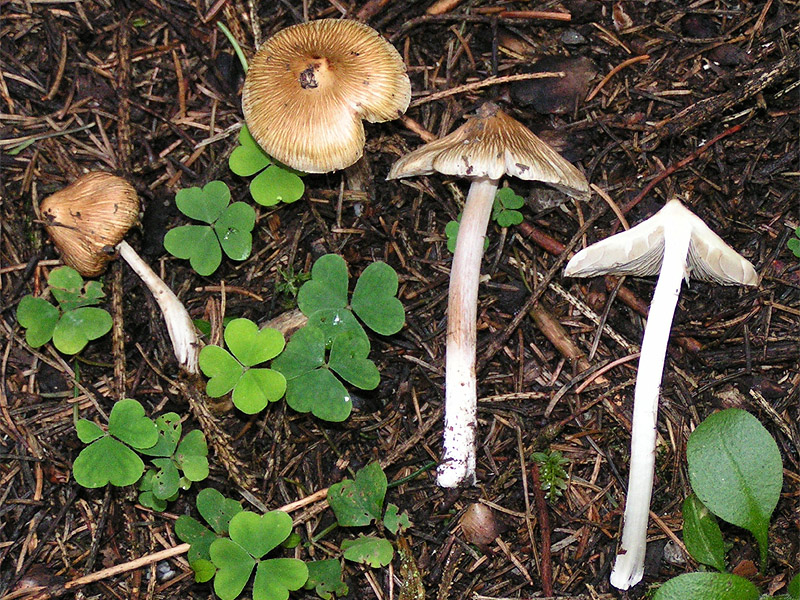
!!!Inocybe rimosa!!!
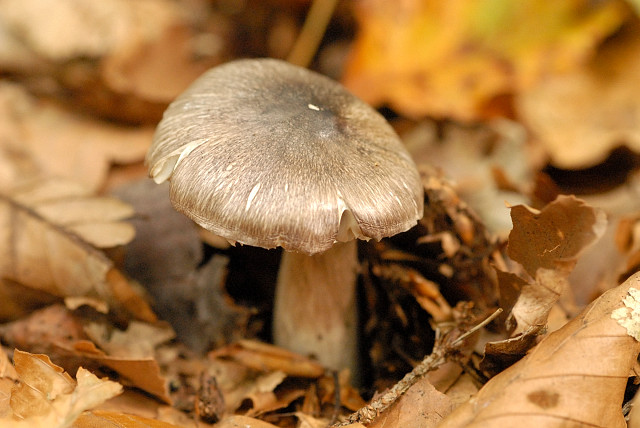
!!!Inocybe splendens!!!
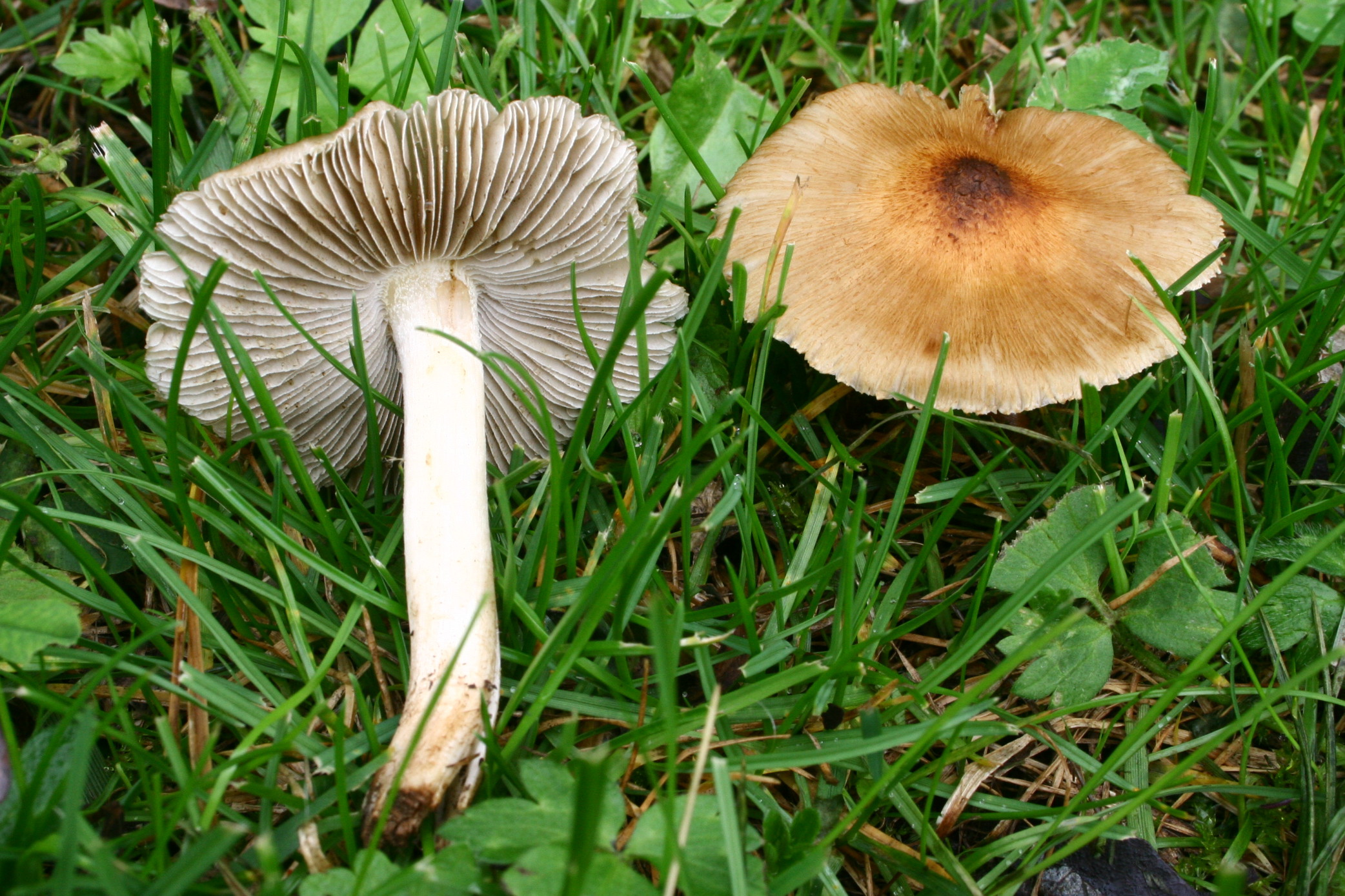
!!Inocybe squamata!!

## Valorificare
Specia este foarte otrăvitoare și poate fi letală pentru că conține până la 1% muscarină în materie uscată, cea ce este foarte mult.